# 心叶箭药藤
心叶箭药藤（学名：Tylophora cordifolium）为夹竹桃科娃儿藤属的植物，是中国的特有植物。分布在中国大陆，常生长在林缘灌丛，目前尚未由人工引种栽培。